# One More Light
One More Light là album phòng thu thứ 7 của ban nhạc rock Mỹ Linkin Park. Nó được phát hành vào ngày 19 tháng 5 năm 2017, thông qua Warner Records và Machine Shop. Đây là album của Linkin Park cuối cùng có sự góp mặt của giọng ca chính Chester Bennington trước khi ông qua đời vào ngày 20 tháng 7 năm 2017.
Ban nhạc đã thu âm album từ tháng 9 năm 2015 đến tháng 2 năm 2017 trong nhiều phòng thu. Các thành viên ban nhạc Brad Delson và Mike Shinoda đều là nhà sản xuất chính của album. Âm hưởng của One More Light được mô tả là tập trung hơn vào pop, khác với âm hưởng alternative rock và alternative metal trong các album trước của họ. Album có sự xuất hiện của khách mời Pusha T, Stormzy và Kiiara, cùng sự hợp tác sản xuất và sáng tác với JR Rotem, Julia Michaels, Justin Tranter, Ross Golan, Andrew Goldstein, blackbear và Eg White. Album cũng là album đầu tiên của ban nhạc có ca khúc tựa đề, vì họ cảm thấy rằng bài hát "One More Light" là trái tim của album.
Đĩa đơn chính của album, "Heavy", với sự góp mặt của Kiiara, được phát hành vào ngày 16 tháng 2 năm 2017. "Battle Symphony", "Good Goodbye" và "Invisible" đã được phát hành dưới dạng đĩa đơn quảng bá trước khi phát hành album. "Talking to Myself" và "One More Light" được phát hành dưới dạng đĩa đơn radio sau đó. Album đạt doanh số tốt, ra mắt ở vị trí đứng nhất ở một số quốc gia; nó cũng trở thành album đứng nhất thứ 5 của ban nhạc trên Billboard 200 và được chứng nhận Vàng ở 5 quốc gia. Mặc dù có một hiệu suất thương mại tích cực, nó đã nhận được nhiều đánh giá trái chiều từ các nhà phê bình âm nhạc. Điều này cùng với cáo buộc ban nhạc "làm nhạc phong trào" ("selling out") đã khiến Bennington phản ứng tức giận.

## Hoàn cảnh
Năm 2014, Linkin Park phát hành album phòng thu thứ 6 The Hunting Party. Album do Mike Shinoda và Brad Delson sản xuất đã đánh dấu sự thay đổi so với âm hưởng rock nói chung trong các album trước của họ được sản xuất với sự giúp đỡ của Rick Rubin. Quá trình sản xuất tiền kỳ của One More Light bắt đầu vào giữa năm 2015 trong chuyến lưu diễn The Hunting Party Tour bởi Shinoda trên điện thoại của ông. Quá trình sản xuất chính bắt đầu ngay sau khi chuyến lưu diễn kết thúc. Trong quá trình này, ban nhạc quyết định sáng tác bài hát với một số trợ giúp từ bên ngoài. Họ hợp tác với Zayed Hassan, Martin Garrix, Hot Karl, Mike Baczor của ban nhạc Her0, The Lonely Island,  và One Ok Rock. Tuy nhiên, không có sự hợp tác nào trong số này được cho vào phiên bản cuối cùng của album. Đây là album thứ 2 được ban nhạc tự sản xuất sau The Hunting Party.

## Sáng tác
Có một khái niệm mới cho ban nhạc, đó là tất cả các bài hát trong album đều bắt đầu bằng giọng hát được thu âm trước tiên. Đầu tiên, họ tạo ra câu chuyện, sau đó là phần hook, và cuối cùng là phần âm nhạc. Trong một cuộc phỏng vấn với Zane Lowe, Shinoda giải thích phần sáng tác, "Về phong cách của đĩa nhạc, đây là một trong những bản thu âm đa dạng nhất, có nhiều thể loại được đưa vào album này hơn bất cứ thứ gì chúng tôi từng đưa ra. Bạn không nghe thấy nhiều tiếng guitar siêu nặng đô. Không có bất kỳ tiếng la hét nào trong đĩa nhạc." Ông nói thêm, "Ở một mức độ nào đó, nó là một đĩa nhạc rất chỉn chu. Về mặt phong cách, chúng tôi muốn kết hợp tất cả âm hưởng và thể loại với nhau khiến cho bạn không thể phân biệt chúng". Về lý do tại sao họ chọn bài "Heavy" để giới thiệu album với thế giới, ông nói với Billboard, "Một trong những lý do tại sao chúng tôi chọn 'Heavy' làm đĩa đơn đầu tiên là vì nó thực sự là âm hưởng cốt lõi của album. Đây không phải là một kịch bản mà toàn bộ âm hưởng của album nghe theo một kiểu còn đĩa đơn lại nghe theo kiểu khác. Đây là âm hưởng của chính album. Vì vậy, chúng tôi muốn ra mắt với một bài hát như vậy, với nó mọi người có thể hiểu được hướng đi của toàn bộ sản phẩm này." Theo ông, rất nhiều ca khúc trong album có thể khiến người nghe liên tưởng đến những bài hát cũ của The Cure hay Tears for Fears.
Giải thích thêm về phần guitar của mình, Delson nói, "Tôi yêu thích phần acoustic trong bài 'Sharp Edges'. Tôi thực sự thích tất cả các lớp âm guitar trong bài 'Invisible' nữa. Ngoài ra còn có một phần trình diễn guitar thực sự độc đáo theo cách mà tôi không nghĩ rằng chúng tôi đã từng thực hiện trong một bài hát, đó là 'Sorry For Now'. Đó là một trong những thứ khiến chúng tôi thực sự hào hứng - nó hoàn toàn khác biệt so với bất kỳ thứ gì mà chúng tôi đã và đang tạo ra."
Album có sự hợp tác với các nhạc sĩ và nghệ sĩ khác. "Heavy" có giọng hát của ca sĩ nhạc pop Kiiara và "Good Goodbye" có các khổ của rapper Pusha T và Stormzy. Về thể loại, album được mô tả là pop, pop rock  và electropop.

## Thu âm

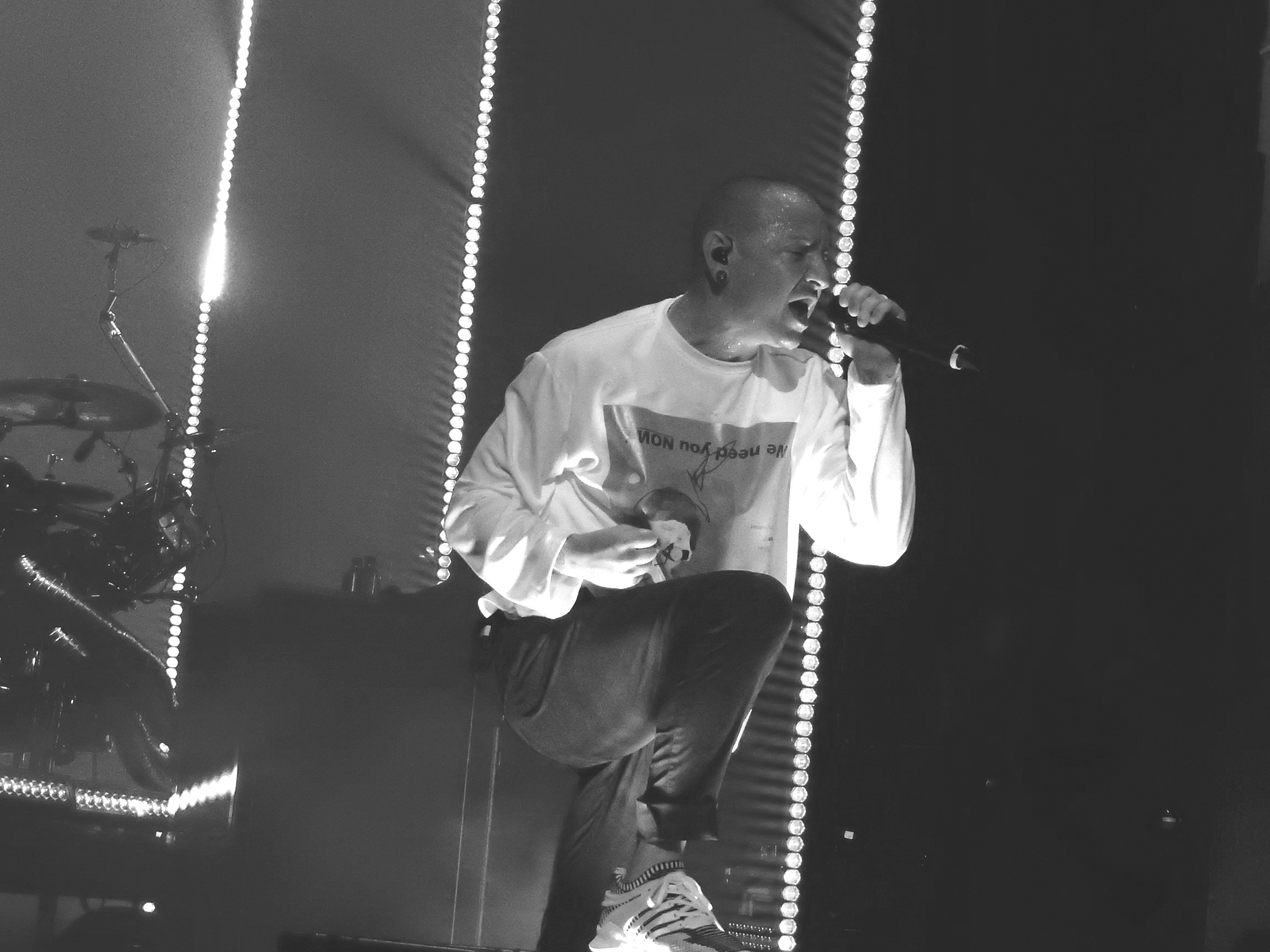
Một trong những buổi biểu diễn cuối cùng của Bennington với Linkin Park vào ngày 4 tháng 7 năm 2017, tại O2 Brixton Academy ở London.

Ban nhạc chủ yếu sáng tác và thu âm ở Los Angeles, ngoài ra cũng có một vài buổi ở London và Canada, nơi họ làm việc với một số nhạc sĩ. Tại Los Angeles, ban nhạc bắt đầu làm việc tại Larrabee Studios, nơi họ đã từng làm việc cho album trước của mình. Sau khi nhận thấy ban nhạc cần thêm không gian, họ chuyển sang Sphere Studios. Bắt đầu từ đầu năm 2016, ban nhạc lần đầu tiên quyết định công khai quá trình làm việc của họ với người hâm mộ thông qua mạng xã hội bằng cách phát trực tiếp, đăng hình ảnh và video của họ hàng ngày trong phòng thu và gửi thông tin cập nhật về phòng thu vào danh sách gửi thư của họ.
Trong một cuộc phỏng vấn với Billboard, Shinoda cho biết "Chúng tôi hầu như chỉ tập trung vào phần sáng tác bài hát, không phải âm hưởng, không phải thể loại, không sắp xếp, từ ngữ và giai điệu. Và đó là điều mà Rick [Rubin] luôn nói với chúng tôi trong nhiều năm qua và chúng tôi không bao giờ lắng nghe vì chúng tôi luôn bắt đầu phần nhạc trước. Bây giờ chúng tôi mới đang sáng tác các bài hát và bây giờ chúng tôi mới bắt đầu làm quen phong cách đó."  Trong khi làm việc với Justin Parker ở London, Mike cũng học được một cách sáng tác khác: sáng tác mà không nghĩ ra âm nhạc nào trong đầu, và thay vào đó, sáng tác mà hãy nghĩ ra câu từ có nghĩa trong đầu. Thay vì sáng tác bản nhạc từng đoạn một, ban nhạc sẽ không kết thúc một phiên mà không có bài hát mới. Tất cả bắt đầu bằng một cuộc trò chuyện, và từ đó, các bài hát sẽ được xây dựng dần dần từ hợp âm đến lời bài hát.
Trong số các cộng sự có Justin Parker,  Conner Youngblood, Jon Green, blackbear, Andrew Goldstein, Eg White,  Emily Wright, Andrew Bolooki, Andrew Dawson, RAC, Corrin Roddick, và Ross Golan. Ca sĩ người Mỹ Kiiara cũng đã có một phiên làm việc kéo dài 7 giờ với Linkin Park để thu âm giọng hát của cô cho "Heavy", và các rapper Stormzy cũng như Pusha T đã đóng góp cho album bằng những khổ hát của mình. Trong quá khứ, ban nhạc đã có một cách tiếp cận khác để hợp tác, như Mike giải thích: "Thông thường là chúng tôi lúc đó đã hoàn thành bài hát nhưng chúng tôi sẽ yêu cầu ai đó thêm thứ gì đó chồng lên bài hát." Ông nói thêm: "Nói chung, đây là cách làm việc: chúng tôi sẽ vào phòng với họ và bắt đầu lại từ đầu với họ." 
Bennington cũng đã liên hệ với Billy Howerdel của A Perfect Circle để hợp tác cho một bài hát trong album. Cả hai đã hợp tác trong một ca khúc mang tên "Eat the Elephant", nhưng cuối cùng nó đã bị loại khỏi album, không thực sự phù hợp với định hướng âm hưởng của One More Light. Howerdel đã hoàn toàn làm lại bài hát cho phần nhạc và lời, đồng thời thu âm với Maynard James Keenan cho album tháng 4 năm 2018 Eat the Elephant của họ.

## Ảnh bìa và đóng gói
Trong một cuộc phỏng vấn với tạp chí Kerrang!, Shinoda giải thích rằng những đứa trẻ trên bìa album là con của một người bạn của ban nhạc và đại diện cho cảm xúc các thành viên ban nhạc cảm thấy khi gia đình của họ gặp nhau. Bức ảnh được chụp tại Bãi biển Venice bởi Frank Maddocks, người trước đây đã đóng góp cho các tác phẩm ảnh bìa của Deftones và Revolution Radio của Green Day.
Album đã được phát hành trên trang web chính thức của Linkin Park với 5 gói khác nhau: gói CD + cho thành viên LPU, gói đĩa than + cho thành viên LPU, gói CD, gói đĩa than và bộ hộp "Just Give Me Everything" ("Cứ Lấy Hết Cho Tôi"). Tất cả các gói đều đi kèm gói thành viên kỹ thuật số LPU. Cả gói CD và gói đĩa than đều bao gồm áo phông One More Light và cái kẹp có biểu tượng Linkin Park màu bạc. Bộ hộp được đóng gói bên trong một hộp super deluxe One More Light đặc biệt trong đó có một cuốn sách bìa cứng 48 trang có tất cả những bức ảnh đẹp nhất từ gói album và tất cả lời bài hát, một bức ảnh tức thời cỡ 2,4" × 1,8" độc đáo của ban nhạc và một bộ nhiều cái kẹp vàng trong đó có kẹp Linkin Park, kẹp logo LP Hex và kẹp logo "OML". Nó cũng bao gồm cả hai phiên bản CD và phiên bản đĩa than của album cũng như áo phông One More Light.

## Quảng bá

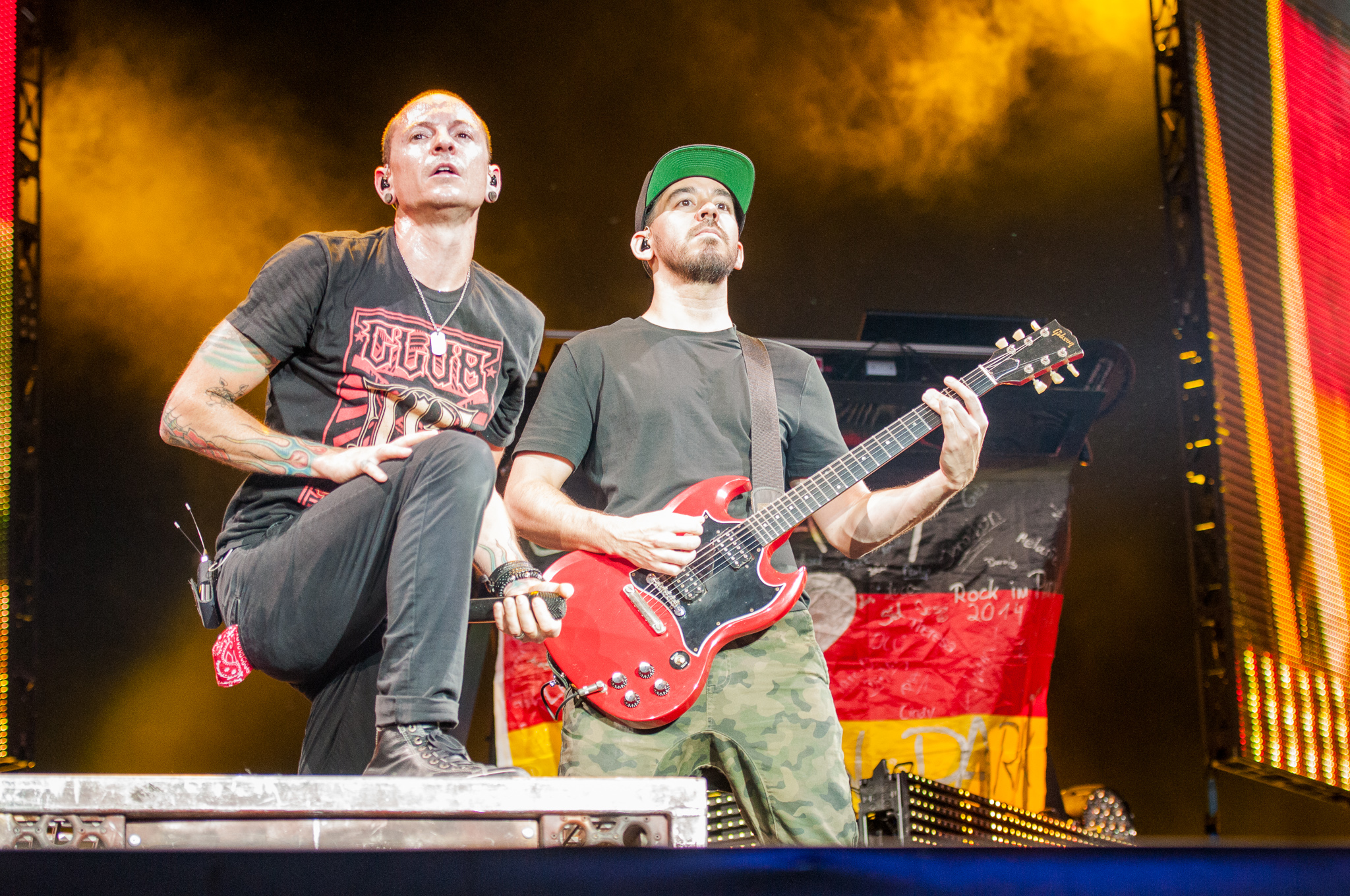
Chester Bennington (trái) và Mike Shinoda (phải) đã biểu diễn mười bốn chương trình quảng cáo truyền thông cho việc quảng bá album.

Đĩa đơn đầu tiên, "Heavy", được phát hành qua đài phát thanh KROQ của Los Angeles vào ngày 16 tháng 2 năm 2017. Ca khúc là bản song ca  với ca sĩ kiêm nhạc sĩ người Mỹ Kiiara, đánh dấu lần đầu tiên một bài hát của Linkin Park trong album phòng thu có sự góp mặt của một giọng ca nữ. Bài hát được sáng tác bởi Linkin Park cùng Julia Michaels và Justin Tranter, trong khi Emily Wright và Andrew Bolooki đảm nhận phần sản xuất giọng hát. Ban nhạc đã phát hành ca khúc thứ 2 trong album, "Battle Symphony", vào ngày 16 tháng 3 năm 2017, với một video lời bài hát đi kèm. Ca khúc thứ 3 trong album, "Good Goodbye", đã được phát hành để tải xuống vào ngày 13 tháng 4 năm 2017, cùng với một video lời bài hát kèm theo là một video âm nhạc. Bài hát có sự góp mặt của rapper người Mỹ Pusha T và nghệ sĩ hip hop người Anh Stormzy. Vào ngày 10 tháng 5 năm 2017, ban nhạc đã phát hành một ca khúc cuối cùng trước khi phát hành, "Invisible", với một video lời bài hát đi kèm. "Talking to Myself" được gửi đến đài phát thanh nhạc alternative vào ngày 25 tháng 7 năm 2017, là đĩa đơn chính thức thứ 2 của album. Video âm nhạc cho "Talking to Myself" được phát hành vào ngày 20 tháng 7 năm 2017, cùng ngày mất của Bennington.
Vào đầu năm 2017, ban nhạc đã giới thiệu các Đại sứ Toàn cầu của Linkin Park, mỗi người được chọn cho một quốc gia.  Các đại sứ sẽ quảng bá các tin tức cập nhật của Linkin Park ở các quốc gia tương ứng của họ. Các Đại sứ cũng được giao nhiều công việc khác nhau tương ứng với các tin tức cập nhật. Với mục đích quảng cáo, một bức ảnh các thanh màu TV đã được đăng tải lên Instagram bởi các Đại sứ toàn cầu của Linkin Park và nhiều người khác có liên quan đến ban nhạc như Joe Hahn, Mike Shinoda, Chester Bennington, Phoenix, Lorenzo Errico, Adam Ruehmer, Jim Digby, Christian Tachiera, Tobias Fance, Frank Maddocks, Tal Cooperman và tài khoản chính thức của Warner Bros. Records. Ban nhạc cũng đã phát hành một loạt 8 video trên trang web chính thức của họ cho người hâm mộ thấy quá trình họ tạo ra các bài hát cho album. Vào ngày 13 tháng 2, Linkin Park đã tweet một hình ảnh có một cái lưới trống và mỗi Đại sứ toàn cầu của Linkin Park đã tweet một hình ảnh được đánh số. Khi ghép lại với nhau, các hình ảnh tạo thành bìa album. Lời bài hát của "Heavy" đã được công bố trên Genius cùng ngày.
Linkin Park đã có một màn trình diễn đơn giản với Kiiara tại NRG Studios, được phát trực tiếp trên Facebook cùng ngày bài "Heavy" được phát hành cùng với video lời bài hát và album đặt hàng trước. Phiên bản rút gọn của bài hát đã được biểu diễn trong nhiều dịp khác nhau. Shinoda và Bennington đã trinh bày bài hát này mười bốn lần tại các địa điểm khác nhau cho đợt quảng bá. Ban nhạc đã trình bày bài hát trên The Late Late Show with James Corden và tại Lễ trao giải ECHO 2017 với Kiiara.
Màn trình diễn acoustic cho đĩa đơn chính của Chester Bennington và Mike Shinoda đã giúp quảng bá One More Light. Trong số đó bao gồm các buổi biểu diễn với Kiiara, Waxx, và Sofia Karlberg.
Ban nhạc đã chuẩn bị bắt đầu chuyến lưu diễn vòng quanh thế giới để quảng bá cho album, bắt đầu ở Nam Mỹ vào tháng 5 năm 2017. Chuyến lưu diễn bao gồm các điểm dừng tại nhiều hội nhạc khác nhau, bao gồm Download Festival Paris, Aerodrome Festival, NovaRock, Impact Festival, I-Days Milano, Hellfest, Download Festival Madrid, Hurricane Festival, Southside Festival, Telekom VOLT Fesztivál, Bråvalla Festival, Rock Werchter, và nhiều nơi khác. Chuyến lưu diễn đã ghé thăm 20 thành phố ở Nam Mỹ và Châu Âu. Phần Bắc Mỹ của chuyến lưu diễn đã bị hủy sau cái chết của Chester Bennington vào ngày 20 tháng 7 năm 2017.

## Đón nhận

### Giới phê bình đón nhận
| Đánh giá chuyên môn     | Đánh giá chuyên môn |
| Điểm trung bình         | Điểm trung bình     |
| Nguồn                   | Đánh giá            |
| ----------------------- | ------------------- |
| AnyDecentMusic?         | 4.0/10              |
| Metacritic              | 46/100              |
| Nguồn đánh giá          |                     |
| Nguồn                   | Đánh giá            |
| AllMusic                | [ 39 ]              |
| Classic Rock Magazine   | [ 40 ]              |
| Consequence of Sound    | D+                  |
| London Evening Standard | [ 42 ]              |
| Newsday                 | B+                  |
| NME                     | [ 44 ]              |
| Rock Sound              | 6/10                |
| Sputnikmusic            | 3.7/5               |

Tại Metacritic, album có điểm trung bình là 46 trên 100 dựa trên 7 bài đánh giá, đồng nghĩa đánh giá "trái chiều hoặc trung bình". NME đã chỉ trích chất lượng của album, cho điểm 2/10 và kết luận rằng "Thật đắng lòng khi chỉ trích một ban nhạc tuyệt vời vì đã thử một thứ gì đó khác biệt, và vấn đề ở đây không phải do đây là một album nhạc pop. Vấn đề ở chỗ đây là một động thái thương mại yếu ớt và cứng nhắc (có lẽ để cạnh tranh với những nhóm như Twenty One Pilots)."  Neil Z. Yeung từ AllMusic đồng ý, nói rằng "Vấn đề không phải do đây là một nỗ lực tạo ra nhạc pop; thực sự là, họ đáng nhận được điểm cho một nỗ lực dũng cảm bên ngoài vùng quen thuộc của họ. Vấn đề là phần lớn One More Light không có phần hồn mà trước đây đã định nghĩa phần lớn âm nhạc của họ... không có tiếng la hét điên cuồng nào từ Chester Bennington, hầu như không có bất kỳ đoạn riff nào và DJ Hahn đã biến mất bên dưới lớp vỏ bọc của studio. "  Team Rock chỉ trích việc rời xa nhạc rock, nói rằng album "khiến Ed Sheeran nghe giống như Extreme Noise Terror... Với One More Light, Linkin Park đã vẫy tay chào tạm biệt nhạc rock."  Troy L. Smith tại The Plain Dealer đã mô tả "Invisible" và "Nobody Can Save Me" là "những bài hát pop toàn diện", nhưng cũng bình luận rằng, "Điều đó sẽ không ngăn được những fan cuồng của Linkin Park ca lên bài ca nhõng nhẽo, 'nửa nạc nữa mỡ' hay chán nản. Khỉ thật, ngay cả một bài nhạc thể loại EDM giống Skrillex cũng không thể cứu 'Sorry for Now' khỏi sự giả tạo."  Consequence of Sound chỉ trích album nghe giống như đang cố gắng "đuổi theo xu hướng pop-EDM để cố gắng tận dụng sự phổ biến của nó" và nghe "như thể chúng được lựa chọn bởi một hội đồng", khiến album nghe giống như "một mớ hỗn độn trong một đĩa hát từ một ban nhạc hoàn toàn từ bỏ mọi danh tính của mình".
Newsday đã cho album điểm B+ và ca ngợi hướng đi mới của ban nhạc, so sánh nó với các tác phẩm của Coldplay và Owl City và kết luận "One More Light cho thấy Linkin Park đã tiếp thu nền nhạc pop hiện tại tốt như thế nào và áp dụng nó vào âm nhạc của riêng họ để phản ánh chân thực họ là ai ngày hôm nay, không phải là người mà một số fan muốn họ trở thành." 

### Phản hồi từ ban nhạc
Ban nhạc, đặc biệt là trưởng nhóm Chester Bennington, lên tiếng để phản ứng lại sự đón nhận tiêu cực của One More Light. Thông qua tạp chí Spin, trong một cuộc phỏng vấn với Music Week, Bennington, trước những cáo buộc rằng ban nhạc đã "đi theo phong trào", ông đã đề nghị rằng họ nên "tự đâm vào mặt mình" và "bước tiếp" khỏi âm hưởng trong quá khứ của ban nhạc.  Tương tự, trong một cuộc phỏng vấn riêng với Kerrang, Bennington, đáp lại những ý kiến về việc làm album theo phong trào, cho biết "Nếu có những loại người nói những câu kiểu như 'bọn họ đã đưa ra quyết định thương mại là thực hiện loại đĩa nhạc này để kiếm tiền', thì những người đó có thể gặp tôi bên ngoài để tôi đấm vào mồm."  Trong cùng một cuộc phỏng vấn, Mike Shinoda cũng bác bỏ những cáo buộc rằng họ đã làm album "vì lý do tiền bạc", trả lời rằng "đó không phải là cách tôi làm việc."  Bennington giải thích rằng cáo buộc "theo phong trào" đã khiến ông tức giận vì ông coi đó là một sự công kích cá nhân, kết luận rằng "khi ông biến nó thành tư thù cá nhân, giống như một sự công kích vào cá nhân chúng ta với tư cách là con người, thì, ông bạn ơi, hãy im đi. Điều đó có nghĩa là tôi thực sự có cảm giác về chuyện đó và phần lớn cảm giác của tôi là 'Tôi muốn giết ông.' "  

## Danh sách bài hát
| STT              | Nhan đề                                     | Sáng tác                                                        | Nhà sản xuất                                                          | Thời lượng |
| ---------------- | ------------------------------------------- | --------------------------------------------------------------- | --------------------------------------------------------------------- | ---------- |
| 1.               | "Nobody Can Save Me"                        | Brad Delson Jonathan Green Mike Shinoda [ 54 ]                  | Mike Shinoda Brad Delson Jon Green [b] Andrew Bolooki [c] [ 55 ]      | 3:45       |
| 2.               | "Good Goodbye" (hợp tác Pusha T và Stormzy) | Delson Shinoda Jesse Shatkin Terrence Thornton Michael Omari    | Shinoda Delson Jesse Shatkin [b] Bolooki [c]                          | 3:31       |
| 3.               | "Talking to Myself"                         | Ilsey Juber Delson Shinoda JR Rotem                             | Shinoda Delson JR Rotem [a] Bolooki [c] Andrew Jackson [b]            | 3:51       |
| 4.               | "Battle Symphony"                           | Delson Green Shinoda [ 56 ]                                     | Shinoda Delson Bolooki [c]                                            | 3:36       |
| 5.               | "Invisible"                                 | Shinoda Justin Parker                                           | Shinoda Delson Shatkin [a] Andrew Dawson [b] RAC [b] Emily Wright [c] | 3:34       |
| 6.               | "Heavy" (hợp tác Kiiara)                    | Chester Bennington Shinoda Delson Julia Michaels Justin Tranter | Shinoda Delson Bolooki [c] Wright [c]                                 | 2:49       |
| 7.               | "Sorry for Now"                             | Shinoda                                                         | Shinoda Delson Musto [a] Goldstein [a] Michael Keenan [b] Bolooki [c] | 3:23       |
| 8.               | "Halfway Right"                             | Bennington Shinoda Delson Ross Golan [ 57 ]                     | Shinoda Delson Keenan [b] Alexander Spit [b] Bolooki [c]              | 3:37       |
| 9.               | "One More Light"                            | Shinoda Francis White                                           | Shinoda Delson Wright [c]                                             | 4:15       |
| 10.              | "Sharp Edges"                               | Shinoda Delson Juber                                            | Shinoda Delson RAC [b] Wright [c]                                     | 2:58       |
| Tổng thời lượng: | Tổng thời lượng:                            | Tổng thời lượng:                                                | Tổng thời lượng:                                                      | 35:19      |

Ghi chú
- Danh sách bài hát và danh đề lấy từ trang web phát trực tuyến Qobuz.[58]
- ^a   biểu thị một nhà đồng sản xuất
- ^b   biểu thị một nhà sản xuất bổ sung
- ^c   biểu thị một nhà sản xuất giọng hát

## Nhân sự
Danh đề phỏng theo ghi chú của album.  
| Linkin Park - Chester Bennington – giọng hát chính, giọng hát đệm trong "Invisible" và "Sorry for Now" - Rob Bourdon – trống, giọng hát đệm - Brad Delson – guitar, giọng hát đệm, sản xuất - Dave "Phoenix" Farrell – bass, giọng hát đệm - Joe Hahn – lập trình, giọng hát đệm, chỉ đạo sáng tạo - Mike Shinoda – nhạc cụ phím, giọng hát đệm, lập trình; hát rap trong "Good Goodbye", hát chính trong "Invisible" và "Sorry for Now", chỉ đạo sáng tạo, kỹ sư, nhiếp ảnh, sản xuất | Nhạc sĩ bổ sung - Kiiara – giọng hát trong "Heavy" - Pusha T – hát rap trong "Good Goodbye" - Stormzy – hát rap trong "Good Goodbye" - Ilsey Juber – hát đệm trong "Talking to Myself" và "Sharp Edges" - Ross Golan – hát đệm trong "Halfway Right" - Eg White – guitar và piano trong "One More Light" - Jon Green – guitar bổ sung, giọng hát đệm và bass trong "Nobody Can Save Me" - Jesse Shatkin – nhạc cụ phím và lập trình bổ sung trong "Invisible" - Andrew Jackson – guitar bổ sung trong "Talking to Myself" |

Kỹ thuật
- Alejandro Baima – trợ lý kỹ sư
- Blackbear – đồng sản xuất (bài 7)
- Andrew Bolooki – sản xuất giọng hát (bài 1-4, 6-8)
- Andrew Dawson – bổ sung sản xuất (bài 5)
- Ryan DeMarti – điều phối A&R
- Lorenzo Errico – nhiếp ảnh
- Robin Florent – trợ lý kỹ sư phối âm (bài 2-4, 8-10)
- Chris Galland – kỹ sư phối âm (bài 2-4, 8-10)
- Chris Gehringer – mastering [59]
- Serban Ghenea – phối âm (bài 1, 5-7)
- Andrew Goldstein – đồng sản xuất (bài 7)
- Jon Green – sản xuất bổ sung (bài 1)
- John Hanes – kỹ sư phối âm (bài 1, 5-7)
- Andrew Jackson – sản xuất bổ sung (bài 3)
- Jeff Jackson – trợ lý kỹ sư phối âm (bài 2-4, 8-10)
- Jerry Johnson – kỹ thuật viên trống phòng thu
- Tom Kahre – kỹ sư giọng hát cho Pusha T (bài 2)
- Michael Keenan – sản xuất bổ sung (bài 7, 8)
- Peter J. Lee – chỉ đạo nghệ thuật, chỉ đạo sáng tạo, thiết kế, nhiếp ảnh
- Frank Maddocks	– hướng nghệ thuật, hướng sáng tạo, thiết kế, nhiếp ảnh
- Manny Marroquin – phối âm (bài 2-4, 8-10)
- Ethan Mates – kỹ sư
- Dan McCarroll – A&R
- Josh Newell – kỹ sư
- RAC – sản xuất bổ sung (bài 5, 10)
- JR Rotem – đồng sản xuất (bài  3)
- Jesse Shatkin – sản xuất bổ sung (bài 2), đồng sản xuất (bài 5)
- Fraser T Smith – kỹ sư giọng hát cho Stormzy (bài  2)
- Alexander Spit – sản xuất bổ sung (bài 8)
- Peter Standish – marketing
- Christian Tachiera – nhiếp ảnh
- Jonna Terrasi – A&R
- Warren Willis – kỹ sư trợ lý studio
- Emily Wright – sản xuất giọng hát (bài 5, 6, 9, 10)

## Bảng xếp hạng
| Bảng xếp hạng(2017-18)                   | Vị trí cao nhất |
| ---------------------------------------- | --------------- |
| Album Úc (ARIA)                          | 3               |
| Album Áo (Ö3 Austria)                    | 1               |
| Album Bỉ (Ultratop Vlaanderen)           | 1               |
| Album Bỉ (Ultratop Wallonie)             | 3               |
| Album Canada (Billboard)                 | 1               |
| Croatian Albums (HDU)                    | 4               |
| Album Cộng hòa Séc (ČNS IFPI)            | 1               |
| Album Đan Mạch (Hitlisten)               | 6               |
| Album Hà Lan (Album Top 100)             | 5               |
| Album Phần Lan (Suomen virallinen lista) | 2               |
| Album Pháp (SNEP)                        | 14              |
| Album Đức (Offizielle Top 100)           | 2               |
| Greek Albums (IFPI Greece)               | 43              |
| Album Hungaria (MAHASZ)                  | 1               |
| Album Ireland (IRMA)                     | 6               |
| Album Ý (FIMI)                           | 4               |
| Japanese Albums (Oricon)                 | 6               |
| Mexican Albums (AMPROFON)                | 18              |
| Album New Zealand (RMNZ)                 | 4               |
| Album Na Uy (VG-lista)                   | 8               |
| Album Ba Lan (ZPAV)                      | 7               |
| Album Bồ Đào Nha (AFP)                   | 2               |
| Album Scotland (OCC)                     | 5               |
| Album Tây Ban Nha (PROMUSICAE)           | 6               |
| Album Thụy Điển (Sverigetopplistan)      | 7               |
| Album Thụy Sĩ (Schweizer Hitparade)      | 1               |
| Album Anh Quốc (OCC)                     | 4               |
| Album Hoa Kỳ Billboard 200               | 1               |
| Album Hoa Kỳ Top Rock (Billboard)        | 1               |

| Bảng xếp hạng (2017)               | Vị trí |
| ---------------------------------- | ------ |
| Australian Albums (ARIA)           | 59     |
| Austrian Albums (Ö3 Austria)       | 27     |
| Belgian Albums (Ultratop Flanders) | 52     |
| Belgian Albums (Ultratop Wallonia) | 76     |
| Dutch Albums (MegaCharts)          | 63     |
| German Albums (Offizielle Top 100) | 23     |
| Italian Albums (FIMI)              | 40     |
| Japanese Albums (Billboard Japan)  | 80     |
| New Zealand Albums (RMNZ)          | 49     |
| Swiss Albums (Schweizer Hitparade) | 22     |
| UK Albums (OCC)                    | 95     |
| US Billboard 200                   | 90     |
| US Top Rock Albums (Billboard)     | 7      |

| Bảng xếp hạng (2018)  | Vị trí |
| --------------------- | ------ |
| Italian Albums (FIMI) | 84     |

## Chứng nhận
| Quốc gia                                                                           | Chứng nhận | Số đơn vị/doanh số chứng nhận |
| ---------------------------------------------------------------------------------- | ---------- | ----------------------------- |
| Áo (IFPI Áo)                                                                       | Gold       | 7.500‡                        |
| Đức (BVMI)                                                                         | Gold       | 100.000‡                      |
| Hungary (Mahasz)                                                                   | Gold       | 3.000^                        |
| Ý (FIMI)                                                                           | Platinum   | 50.000‡                       |
| Anh Quốc (BPI)                                                                     | Gold       | 100.000‡                      |
| Hoa Kỳ (RIAA)                                                                      | Gold       | 500.000‡                      |
| * Chứng nhận dựa theo doanh số tiêu thụ. ^ Chứng nhận dựa theo doanh số nhập hàng. |            |                               |